# هربرت أغار
هربرت أغار (بالإنجليزية: Herbert Agar)‏ هو محرر وصحفي ومؤرخ أمريكي، ولد في 29 سبتمبر 1897 في نيو روتشيل في الولايات المتحدة، وتوفي في 24 نوفمبر 1980 في ساسكس في المملكة المتحدة.

## وصلات خارجية
- هربرت أغار على موقع إن إن دي بي (الإنجليزية)